# Josecano
Josecano es un disco del músico José María Cano, que a partir de este trabajo adoptó el nombre artístico que da título al álbum. Editado a finales del año 2000 fue su primer trabajo, y último hasta la fecha, en solitario en el ámbito de la música pop tras su salida del grupo Mecano, aunque con anterioridad había editado un CD con fragmentos de su ópera Luna.

## Concepción
El trabajo, cuyos temas están todos compuestos por el músico, se presentó con el sencillo Y ahora tengo un novio, tema dedicado a su hijo Daniel, de tres años en aquel entonces. Otros temas del álbum están dedicados a personajes públicos, como Mike Tyson o Jean-Michel Basquiat o son reflexiones personales, como Romina y Albano o Quedó en Valencia. En él se hallan ritmos latinos, como en La lambada e India veracruzana o en la versión rumbera de su tema Lía, éxito que compuso unos años antes para la cantante Ana Belén.

## Recepción
Las ventas del álbum apenas superaron las 20 000 copias, debido posiblemente a que sus fanes, procedentes la mayoría de Mecano, no le habían perdonado su repentina ruptura con el grupo dos años antes, así como por el carácter independiente de la edición del disco, llevada a cabo por la productora Muxxic.

## Lista de canciones
1. Y ahora tengo un novio
2. Romina y Albano
3. Da la piedra en el cristal
4. La lambada
5. Basquiat
6. Lía
7. Quedó en Valencia
8. Che Fidel
9. Linda veracruzana
10. Tyson
11. Lo que este disco necesita